# Wackerbarth (Adelsgeschlecht)

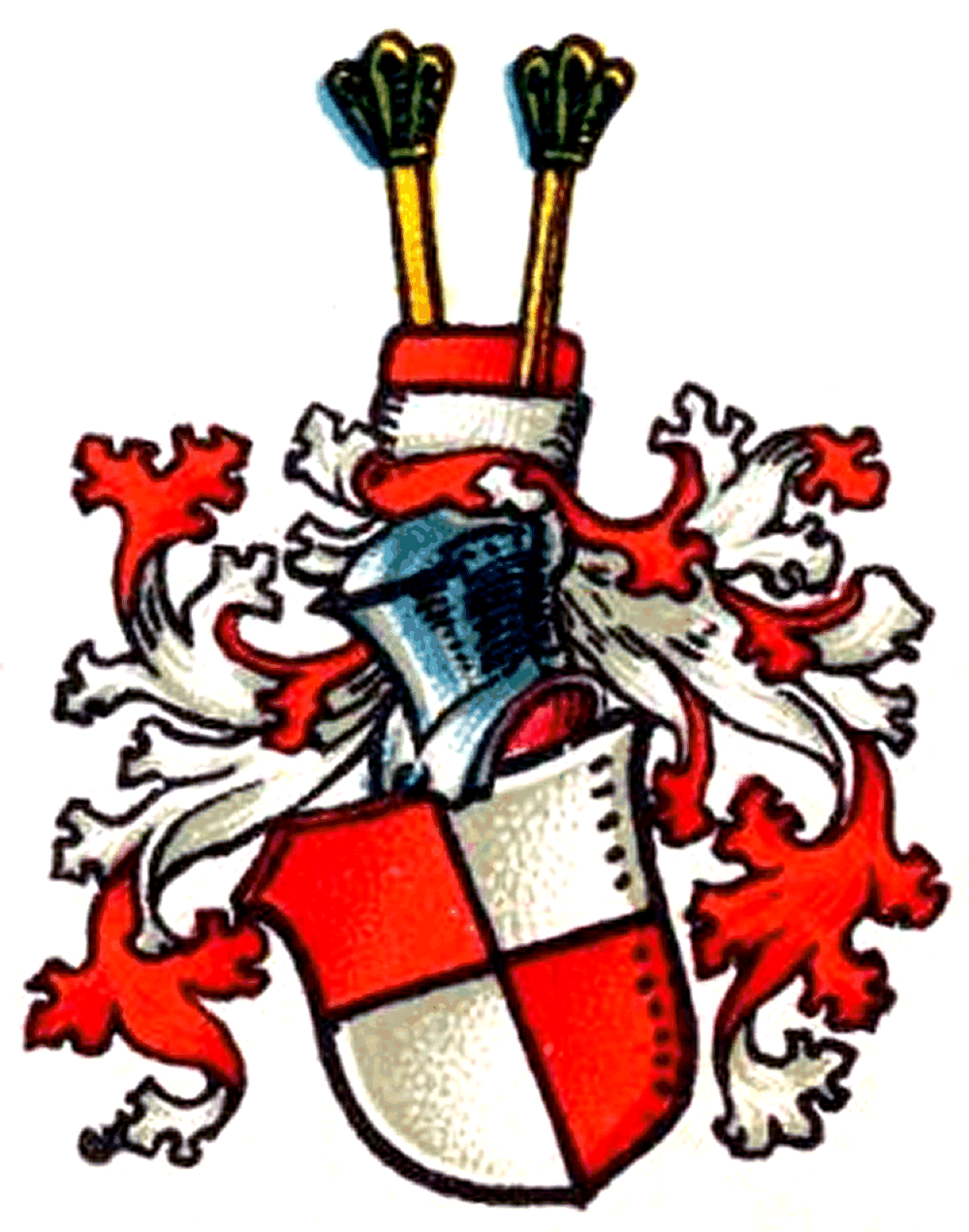
Wappen derer von Wackerbarth

Wackerbarth ist der Name eines Uradelsgeschlechts aus dem einstigen Herzogtum Sachsen-Lauenburg, dem heutigen Kreis Herzogtum Lauenburg in Schleswig-Holstein.

## Ursprünge der Familie
Die ersten Namensträger entstammten einer Linie der edelfreien Witten („die Weißen“), die bei der Landnahme in den wendischen Gebieten um Ratzeburg unter den Herzögen Albrecht der Bär und Heinrich der Löwe mitwirkten. Der Name der unweit gelegenen Stadt Wittenburg, Landkreis Ludwigslust-Parchim, (erstmals 1154 erwähnt) dürfte auf die Errichtung einer Burg durch die Witten auf dem vormals slawischen Ringwall zurückgehen. Auch einer der drei – seit dem 8. Jahrhundert bestehenden – polabischen Burgwälle, die der Razesburg (Ratzeburg) im südlichen Umland vorgelagert waren, dürfte den Witten gegen Mitte des 12. Jahrhunderts zur Besatzung und Ansiedelung zugeteilt worden sein: der Oldenburger Wall in Horst (Lauenburg), an der Straße von Neuhorst nach Lehmrade gelegen (nicht zu verwechseln mit dem bekannteren Oldenburger Wall in Oldenburg/Ostholstein), samt der dazugehörigen Siedlungskammer, zu welcher die Hörigendörfer Kogel (Kovale = Schmiede), Sterley (Stralige = Pfeilschmiede) sowie die Siedlungen Kolatza (= Bäcker) und Clotesfelde (= Fischer und Baumfäller) gehörten.

Gutshaus Kogel, 17. Jahrhundert (Aufnahme um 1900)

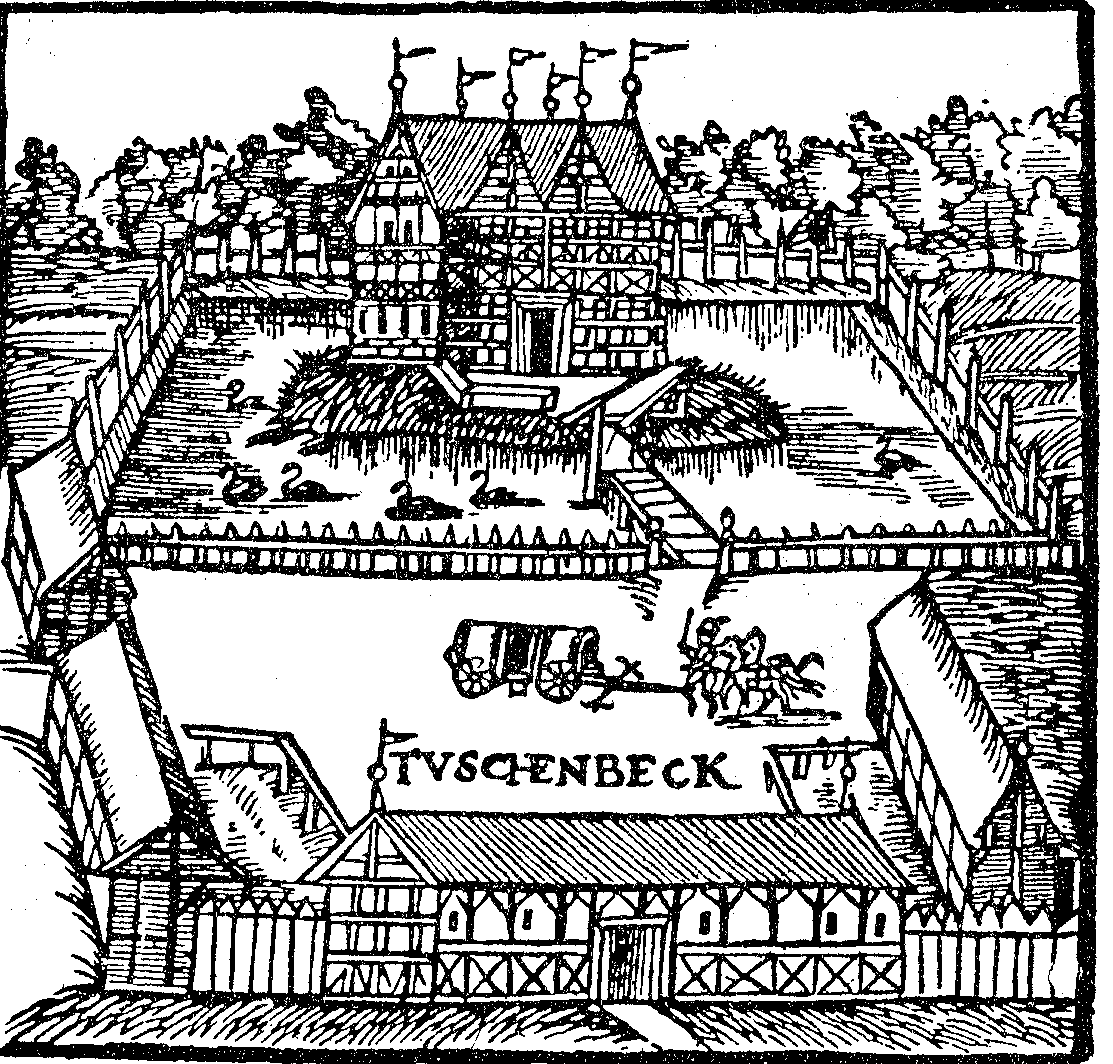
Gut Tüschenbek im 16. Jahrhundert

1190 wird Otto Albus (Otto de Witte) in der ersten Urkunde erwähnt, in der Lauenburgische Adelige namentlich genannt sind. Der Schiedsrichter des Isfriedschen Teilungsvertrages von 1194, Domprobst Otto Albus, tritt als Zeuge für Bischof Isfried auf. Der Lauenburger Magnat „Otto der Ältere“ wird in einer Urkunde von 1219 erwähnt; er dürfte ein Edelherr im Gefolge des Grafen Heinrich von Badewide gewesen sein, der 1142 von Heinrich dem Löwen das Land der Polaben erhalten hatte und ab 1154 Graf von Ratzeburg war. In derselben Urkunde wird auch „Otto der Jüngere“ Otto Albus (II.) aufgeführt, wahrscheinlich sein Sohn, Burgmann von Ratzeburg, der die von Bischof Evermod begründeten kirchlichen Besitzungen um Ratzeburg verwaltet. Er ist Lehnsinhaber in Groß Thurow. Dessen Sohn Otto Albus (III.), gelegentlich auch als Otto von Wittenburch erwähnt, wurde Camerarius (Kämmerer, Finanzverwalter) des dänischen Statthalters Graf Albrecht II. von Orlamünde. Ottos III. Sohn Otto (IV.) de Cowale (Kogel, ein Gut südlich von Ratzeburg in der Gemeinde Sterley) ist zwischen 1228 und 1246 häufig im Dienst des Herzogs Albrecht I. oder in Geschäften des Ratzeburger Bischofs nachgewiesen. Er besitzt Lehen in Kogel, Sterley, Eich-Horst, Dargow, Klein Thurow und Groß Disnack. Von ihm könnte die fast wappengleiche Familie von Witte abstammen, die als Lokatoren ab etwa 1230 in der Neumark, südöstlich von Angermünde, erscheinen und Herren der Insel Neuenhagen sowie der Güter Gabow, Hohen- und Niederwutzen, Kleinmantel und Zachow sind, bis sie gegen 1490 aussterben.
Möglicherweise ein Bruder Otto Albus’ II., Konrad de Witte, genannt Wackerbart („tapfere Streitaxt“ – Barte bedeutet Kriegsbeil –, ein Beiname, den er sich in der Schlacht bei Verchen 1164 erworben haben könnte), gründete als Lokator die spätere Stadt Mölln, die erstmals 1188 sowie in der Bezeichnung Antiquum Mulne 1194 erwähnt ist. Ein Tiethardus von Mölln, vermutlich sein Sohn, errichtete 1212 eine Klosterstiftung in Hamburg. Dessen Schwester dürfte jene Jungfer „de Witte, Tochter des Ritters Wackerbard“ gewesen sein, die den nach 1211 verstorbenen Herrn von Barmstedt heiratete. Um Tiethardus’ Sohn könnte es sich bei dem 1224 erwähnten Kämmerer Konrad von Lauenburg gehandelt haben und wiederum um dessen Sohn bei dem zwischen 1238 und 1263 vielfach erwähnten Ritter Konrad Wackerbart (II.). Er erwarb von der Familie von Barmstedt durch Heirat ein Lehen in Todendorf bei Ahrensburg, Kreis Stormarn, später wird er auch Herr auf Kogel, Horst, Hollenbek, Neuenkirchen und Zehnthufen in Mölln. Mit ihm beginnt die gesicherte Stammreihe. Seine Nachfahren, die bald auf zahlreichen Gütern im Lauenburgischen, in einem Zweig teils auch in Mecklenburg, ansässig wurden und fortan allein den alten, kriegerischen Spitznamen als Nachnamen führten, stellten jahrhundertelang Stadthauptmänner (so etwa „Otto den Krug“ 1398 in Lübeck), Stiftshauptmänner, Vögte, Räte, Pröpste, Domherren, Ordenskomture, Generäle, Minister, Hofmarschälle und andere fürstliche, städtische und kirchliche Amtsträger.

## Weitere Entwicklung und Verbreitung
1288 stiften der Ritter Detlev Wackerbart und der Pfarrer Detlev Wackerbart aus Lüdershagen das Spital des Benediktinerinnenklosters Dobbertin. Detlev Wackerbart erhält vom Kloster Dobbertin 1293 das Dorf Sehlsdorf und acht Hufen in Woserin. Die lauenburgischen Adelsfamilien gründeten im Spätmittelalter als ritterschaftliche Ständevertretung die Lauenburgische Ritter- und Landschaft; zu den ältesten Familien des Landes zählten neben den Wackerbarth die ebenfalls bereits zur Zeit Heinrichs des Löwen als Lokatoren ins Lauenburgische eingewanderten Schack. 
Nachdem frühere Seitenzweige nur bis zu drei Generationen bestanden hatten, teilte sich das Geschlecht in der zweiten Hälfte des 15. Jahrhunderts in zwei Stämme auf, die von den Brüdern Hartwig (Stamm A) und Detlof (Stamm B) ausgingen. Ein dritter Bruder, der Älteste, war Georg Heinrich (1460–1510), Herr auf Kogel, Horst und Segrahn, der als Heerführer 1492 mit Herzog Heinrich die Stadt Braunschweig belagerte und später als Armeegeneral in den Diensten Ludwigs XII. von Frankreich stand. Nach dem Tod seines Sohnes um 1540 wurde das Stammgut Kogel mit Segrahn und Alt-Horst gemeinschaftliches Lehen beider Stämme bis 1701.
Die Söhne von Detlof, dem Gründer des Stammes B, begründeten zwei Zweige: Klaus (ca. 1505–1582) den späteren Tüschenbecker Zweig, Jürgen den Mecklenburgischen. Jürgen (Georg) (1506–1586) amtierte zuerst als Oberhauptmann des Hochstifts Ratzeburg, trat dann als Geheimer Rat in den Dienst der Herzöge Heinrich und Ulrich von Mecklenburg und zog in deren Auftrag als Stiftshauptmann des Bistums Schwerin in die Stiftsresidenz Bützow. Sein Epitaph ist in der Stiftskirche Bützow erhalten. Sein Sohn Hardenack (1554–1604) erwarb nahe Bützow die Güter Katelbogen und Moisall, dessen Nachfahren im 17. Jahrhundert die Güter Groß Lunow und Poglow. Der Mecklenburger Zweig des Stammes B erlosch mit den Brüdern Achatz († 1711) und Reinhold Ulrich († 1710) auf Lunow und Poglow.
Im Dreißigjährigen Krieg geriet der gemeinschaftlich gehaltene Stammbesitz in Schwierigkeiten, schon 1622 wurde Segrahn, das zuvor lange teilverpfändet war, an die benachbarten Bülows auf Gudow verkauft, 1624 die Hälfte von Kogel durch den Stamm A verpfändet und dieselbe 1646 an den Lübecker Bürgermeister Christoph Gerdes veräußert, 1649 aber zurückerworben, jedoch unter Verpfändung; Ende des 17. Jahrhunderts wurde Alt-Horst verkauft. Der von Jürgens Bruder Klaus (ca. 1505–1582) abstammende ältere Zweig des Stammes B besaß die andere Hälfte von Kogel. Aus diesem Zweig stammte Christian Ulrich (1641–1701), Oberhauptmann der lüneburgischen Festung Harburg, der Elisabeth von Bernstorff heiratete, eine Schwester des lüneburgischen und später hannoverschen Premierministers Andreas Gottlieb von Bernstorff. Gemeinsam mit seinem Schwager sorgte Christian Ulrich 1689 nach dem Tode des letzten askanischen Herzogs von Sachsen-Lauenburg, Julius Franz, durch rasche Militäraktion für die Annexion des Herzogtums durch das Fürstentum Lüneburg. Seine Frau Elisabeth erbte 1703 von ihrer Jugendfreundin, Herzogin Sibylle Hedwig von Sachsen-Lauenburg, das Gut Tüschenbek mit Groß Sarau im Lauenburgischen. Tüschenbek blieb bis zum Erlöschen des Tüschenbeker Zweiges im Mannesstamm 1785 im Besitz der Familie, ebenso die im 18. Jahrhundert erworbenen mecklenburgischen Güter Kassow und Tessin.
August Heinrich (1651–1711), dem Drost zu Ahlden und Bewacher der dort gefangenen Herzogin, gelang es 1696, die von Stamm A verpfändete Hälfte von Kogel einzulösen und 1701 dem Stamm B die andere Hälfte abzukaufen. Nachdem sein Sohn 1735 gefallen war, vererbte sich der Stammsitz an die Nachfahren seines Bruders Anton Heinrich. Ein weiterer früh verstorbener Bruder, Joachim Christoph, war der Vater des kursächsischen Generalfeldmarschalls und Ministers August Christoph. Das erstmals 1194 erwähnte Kogel blieb von der Zeit der Kolonisation bis zum Erlöschen der Hauptlinie des Stammes A im Jahre 1850 im Lehnsbesitz der Familie.
Angehörige des Stammes A erwarben im 18. Jahrhundert in der Niederlausitz die Güter Koschendorf, Briesen (Spreewald) und Linderode (alle drei bis 1945 im Besitz der Familie) sowie im gräflichen Zweig des 18. Jahrhunderts – begründet von Christoph August – die sächsischen Besitze Großsedlitz, Wackerbarths Ruh’, die Herrschaft Zabeltitz und das Kurländer Palais in Dresden sowie – in der piemontesischen Adoptivlinie Wackerbarth-Salmour, welche die drei letzteren Besitze erbte – zudem die Güter Kittlitz und Unwürde bei Löbau sowie die bis ins 19. Jahrhundert bestehenden savoyischen Lehnsgrafschaften Salmour und Andezeno, die Herrschaft Baldichieri nebst Palais in Chieri und Turin sowie das Wiener Sinzendorf-Palais in der Krugerstraße.

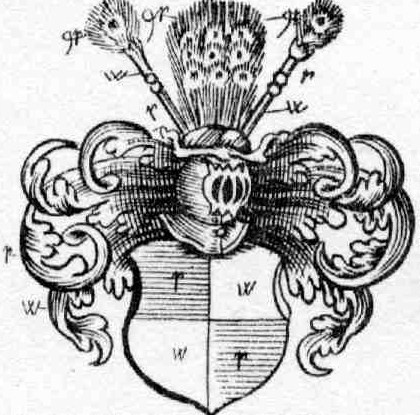
Wappen in Siebmachers Wappenbuch

## Wappen
Das Stammwappen ist von Rot und Silber geviert. Auf dem Helm mit rot-silbernen Decken ein Pfauenwedel zwischen zwei goldenen Stäben, die mit je drei natürlichen Pfauenfedern besteckt sind.

## Bedeutende Namensträger

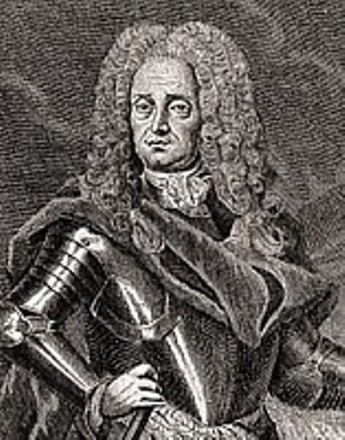
Graf August Christoph von Wackerbarth (1662–1734), Generalfeldmarschall, geheimer Kabinetts- und Staatsminister Augusts des Starken

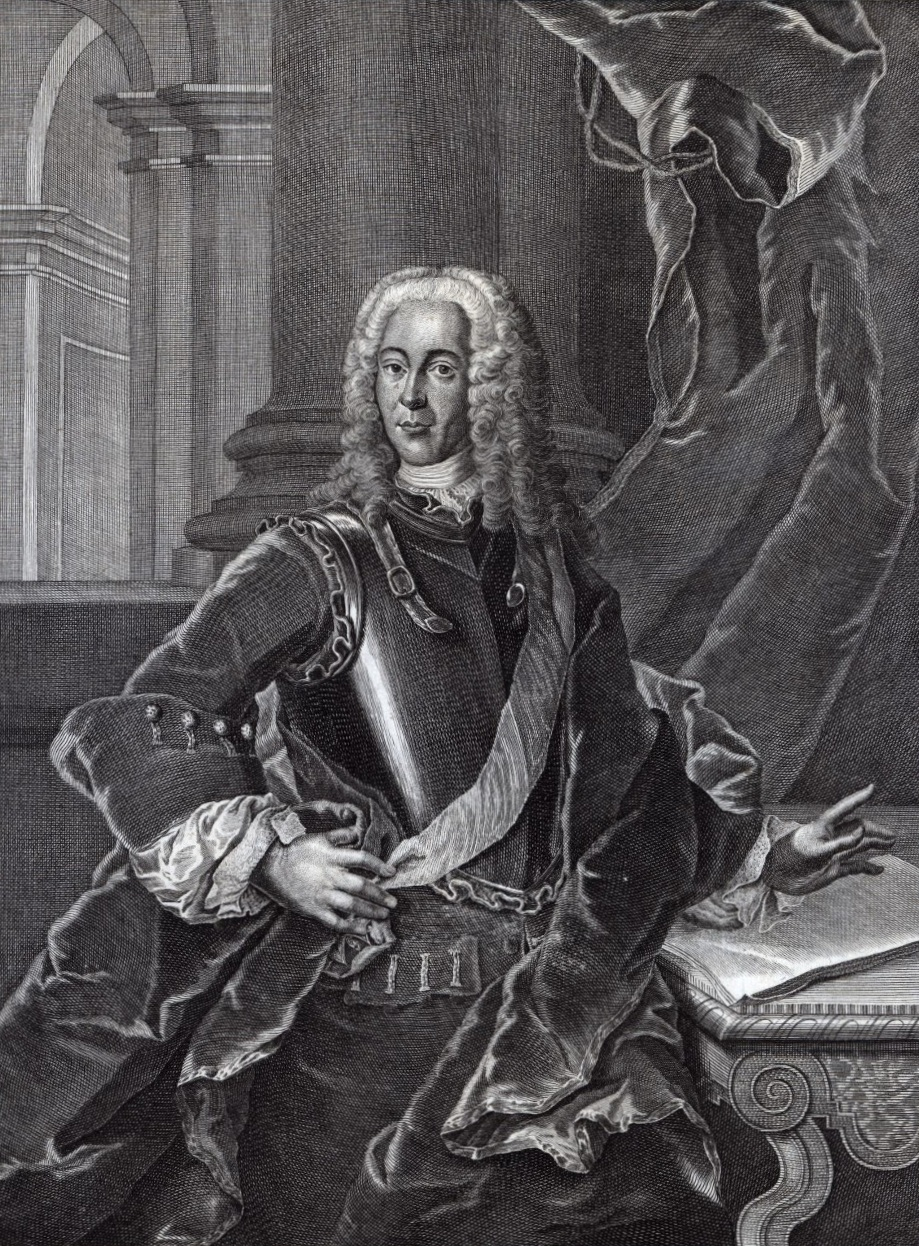
Graf Joseph Anton Gabaleon von Wackerbarth-Salmour (1685–1761), Oberhofmeister, Kabinettsminister

- Georg Heinrich von Wackerbarth auf Kogel, Heerführer, belagert 1492 mit Herzog Heinrich die Stadt Braunschweig, später kämpft er als Armeegeneral Ludwigs XII. von Frankreich
- Otto von Wackerbarth (* 1540 in Kogel; † 1599 in Schwerin), sachsen-lauenburgischer Landrat, Dompropst in Schwerin
- Ulrich von Wackerbarth (vor 1573 – vermutlich 1659), Sohn Ottos, Mitherr auf Kogel, ständischer Landrat in Sachsen-Lauenburg und letzter Domdechant in Schwerin
- Otto von Wackerbarth (1607–1670), Sohn Ulrichs, Hofmarschall der Herzöge Adolf Friedrich und Christian Ludwig von Mecklenburg, Mitherr auf Kogel
- Christian Ulrich von Wackerbarth (1641–1701), Sohn Ottos, Mitherr auf Kogel, Herr auf Tüschenbeck, seit 1685 Oberhauptmann der braunschweig-lüneburgischen Hafenfestung Harburg, besetzte unmittelbar nach dem Aussterben der Lauenburger Herzöge 1689 Ratzeburg, vertrieb die Beamten und Agenten der konkurrierenden Thronanwärter aus Sachsen, Mecklenburg und Dänemark (gegen letztere zog er – nach Befestigung Ratzeburgs – zu Felde) und sicherte so die Thronfolge für die Welfen, in enger Abstimmung mit dem Premierminister des Celler Herzogs Georg Wilhelm, seinem Schwager Andreas Gottlieb von Bernstorff
- August Heinrich von Wackerbarth auf Kogel (1651–1711), bewachte als Drost zu Ahlden ab 1694 viele Jahre lang die dort gefangengesetzte Tochter des Celler Herzogs Georg Wilhelm und geschiedene Frau des späteren englischen Königs Georg I., Sophie Dorothea von Braunschweig-Lüneburg, als deren erste Hofdame seine Ehefrau Susanna von Berlichingen fungierte; sein Brudersohn
- Graf August Christoph von Wackerbarth (1662–1734) wurde in Sachsen Generalfeldmarschall, Staatsminister und Generalbauintendant Augusts des Starken und gilt als „Regisseur“ des Dresdner Barock; er erwarb bedeutenden Besitz in Sachsen, darunter Großsedlitz, Zabeltitz, Wackerbarths Ruh’ und das Kurländer Palais in Dresden. Dessen Stief- und Adoptivsohn aus der ersten Ehe seiner piemontesischen Ehefrau Caterina Gabaleone di Salmour war:
- Graf Joseph Anton Gabaleon von Wackerbarth-Salmour (1685–1761), sächsischer Gesandter, Oberhofmeister und Kabinettsminister. Er erbte die Besitzungen seines Stief- und Adoptivvaters in Sachsen. Zabeltitz schenkte er seinem Neffen Giuseppe Antonio Gabaleone, Conte di Salmour, zur Hochzeit mit Gräfin Helena Isabella Lubieńska. Dieser wurde ebenfalls sächsischer Offizier und besaß auch Salmour im Piemont, sein Bruder Casimiro Giuseppe erbte Andezeno; dessen Sohn war der spätere savoyische General Luigi Gabaleone di Salmour. Helena Lubieńska verkaufte Zabeltitz 1769 und erwarb dafür Schloss Kittlitz und Schloss Unwürde in Sachsen, die ihr Sohn Joseph Gabaleon von Salmour 1819 verkaufte, als er ins Piemont zurückkehrte. Letzter dieser Adoptivlinie war der 1878 verstorbene italienische Senator Ruggiero Gabaleone di Salmour, ein Cousin und Mitstreiter von Camillo Cavour.
- August Josef Ludwig von Wackerbarth (1770–1850), Historiker, Kunsthistoriker und Kunstsammler, war der Letzte auf Kogel, das nach seinem Tod 1850 als erledigtes Lehen von der dänischen Krone eingezogen wurde. Ein unehelicher Sohn des Letzteren, Teut von Wackerbarth (1816–1904), wurde zwar 1847 adelsrechtlich legitimiert, jedoch für Kogel nicht als lehnsfähig anerkannt. Er erwarb die Heimburg in Niederheimbach am Rhein und erbte 1864 das Gut Koschendorf in der Niederlausitz, das seinen Nachfahren bis 1945 gehörte.
- Ludwig von Wackerbarth (1749–1817), ein Großneffe des Generalfeldmarschalls, Mitherr auf Kogel, kaufte 1786 das Gut Briesen im Spreewald, das von 1807 bis 1815 als Teil der Herrschaft Cottbus zum Königreich Sachsen, danach jedoch wieder an Brandenburg kam. 1810 wurde er zum sächsischen Freiherrn erhoben. Kinderlos geblieben, adoptierte er seinen Neffen Carl Friedrich Bernhard von Belling als „Freiherrn von Wackerbarth“ (ohne männliche Nachfahren) und 1811, gemeinsam mit seiner Frau Helene von Bomsdorff (1748–1836), deren Neffen Adolph Leberecht von Bomsdorff (1781–1862), Gutsherrn auf Linderode, als „Freiherrn von Wackerbarth genannt von Bomsdorff“, der 1836 auch Briesen erbte. Dessen Söhne Ludwig (Louis) (1811–1881) und Otto (1823–1904) begründeten die Zweige Linderode und Briesen/Rethmar, die bis heute blühen.
- Otto von Wackerbarth genannt von Bomsdorff (1823–1904), Rittergutsbesitzer auf Briesen und Mitglied des Deutschen Reichstags
- Oskar von Wackerbarth genannt von Bomsdorff (1862–1937), Rittergutsbesitzer auf Briesen und Landrat des Landkreises Cottbus

## Briefadlige von Wackerbarth
Teut Wackerbarth (1816–1904) erhielt 1847 den sächsischen Adelsstand als legitimierter natürlicher Sohn des Grafen August von Wackerbarth (1770–1850). Er erbte 1864 von seiner Tante Wilhelmine von Böltzig, geb. von Wackerbarth, das Gut Koschendorf in der Niederlausitz, das seinen Nachfahren bis 1945 gehörte. Die Nachkommen leben seither in Kanada.

## Weitere Hinweise
Wackerbarth ist ferner der Name einer bürgerlichen Familie. Dieses ursprünglich hessische Bauerngeschlecht, Nachfahren des erstmals 1536 erwähnten Bauern Simon Wackerbarth aus Wehren bei Fritzlar, mit einem im 18. Jahrhundert nach London (Zuckerindustrielle) sowie einem im 19. Jahrhundert in die USA ausgewanderten Zweig, steht in keiner nachgewiesenen Verbindung zu dem Lauenburger Adelsgeschlecht. Zu dieser Familie gehört der Künstler Horst Wackerbarth.

## Abbildungen von Besitzungen aus der Familiengeschichte

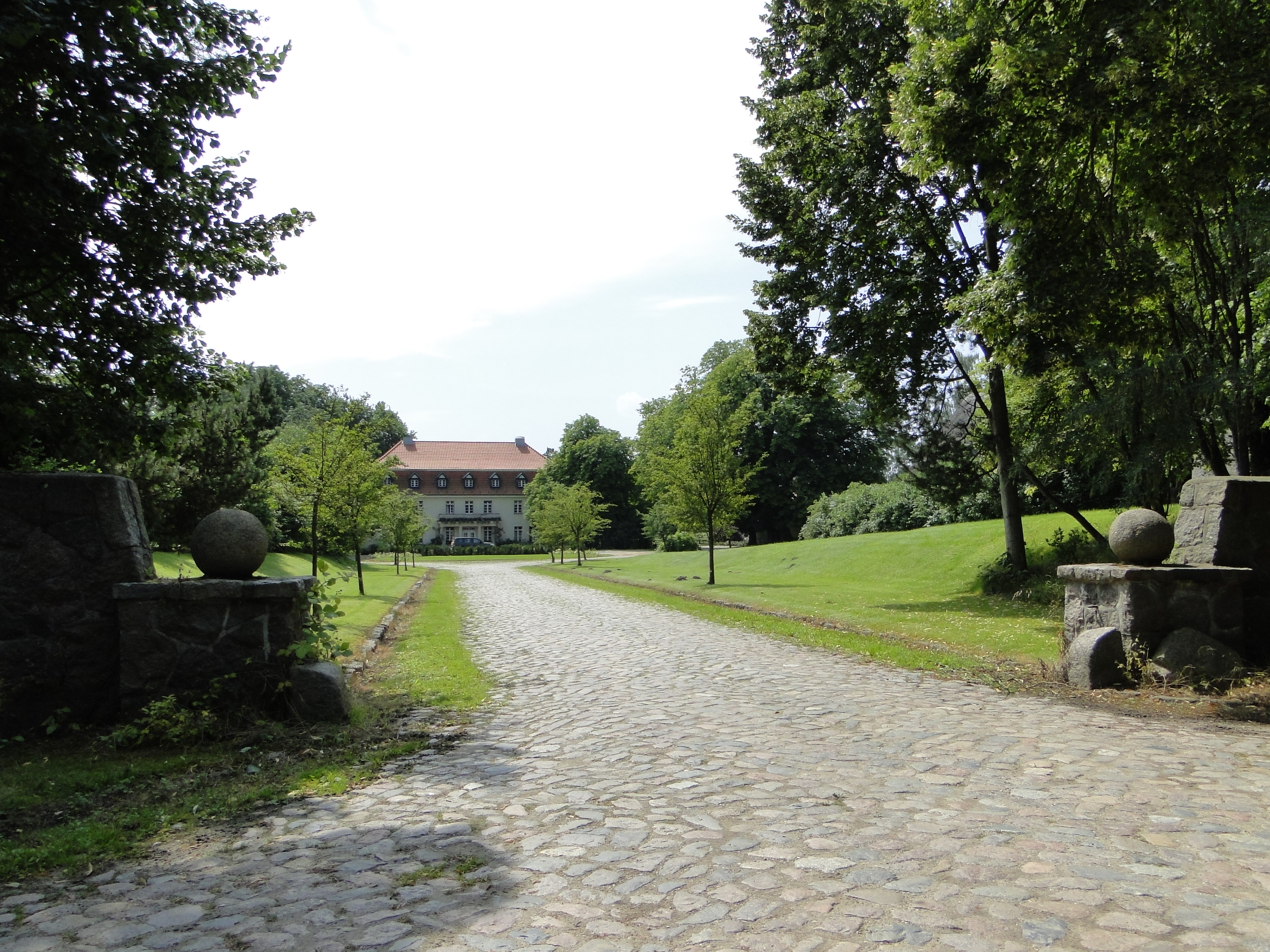
Kogel bei Sterley, Stammsitz (ca. 1160–1850)
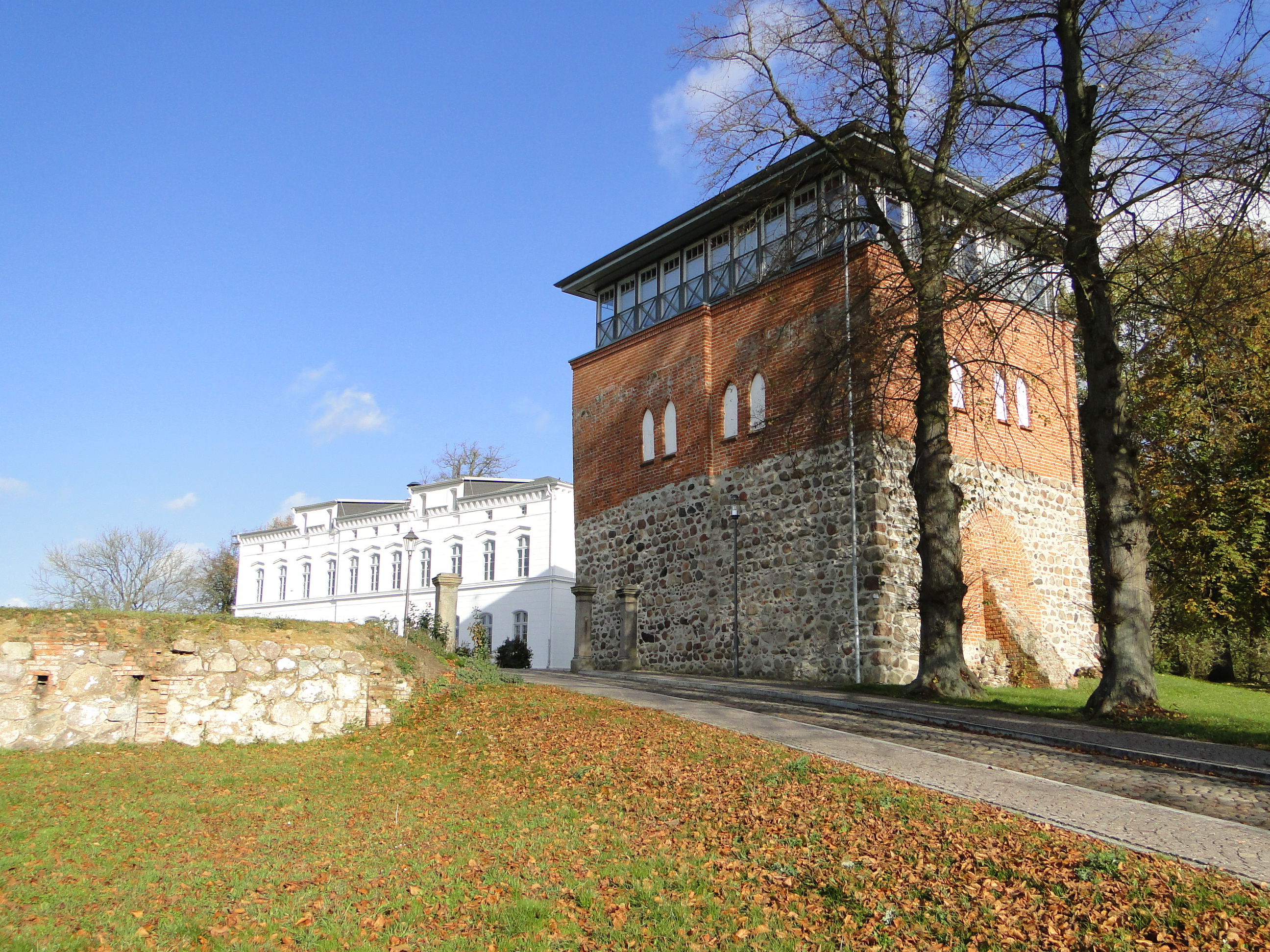
Wittenburg, Gründung um 1150
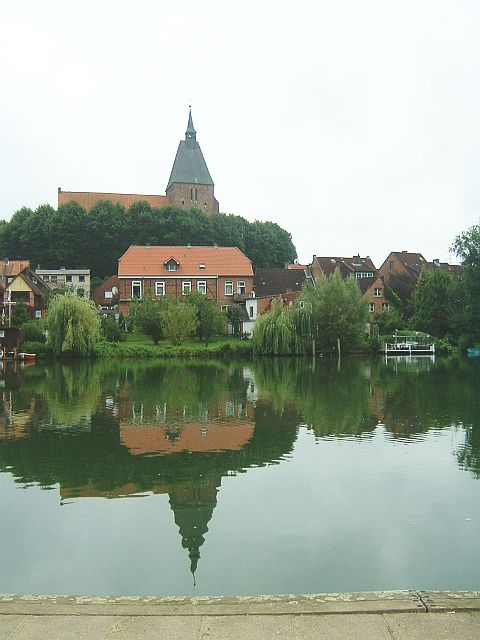
Mölln, Gründung vor 1188
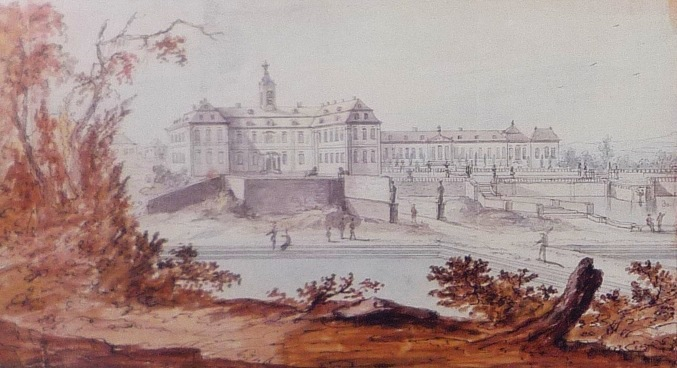
Schloss Großsedlitz
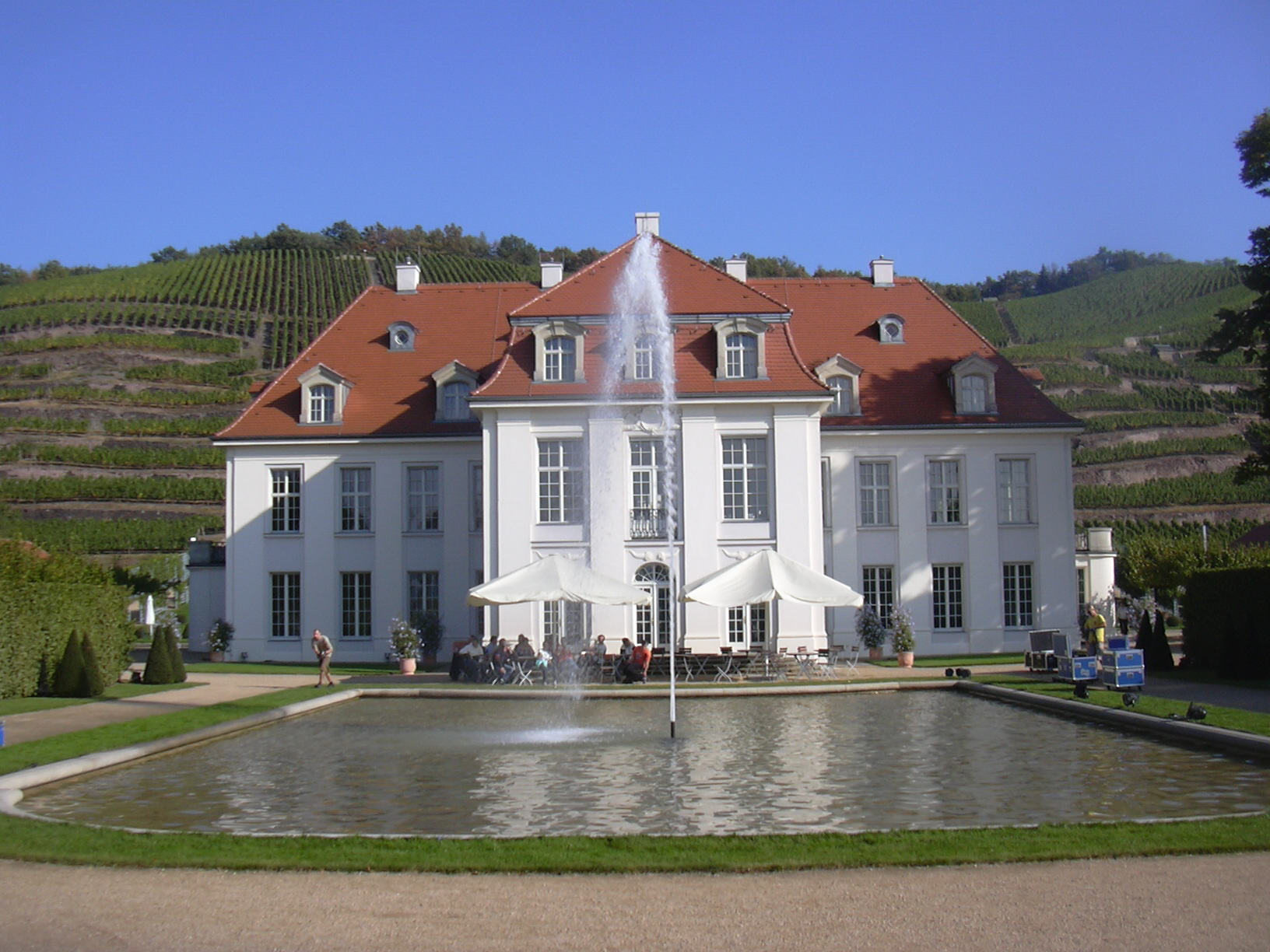
Schloss Wackerbarths Ruh’ in Radebeul
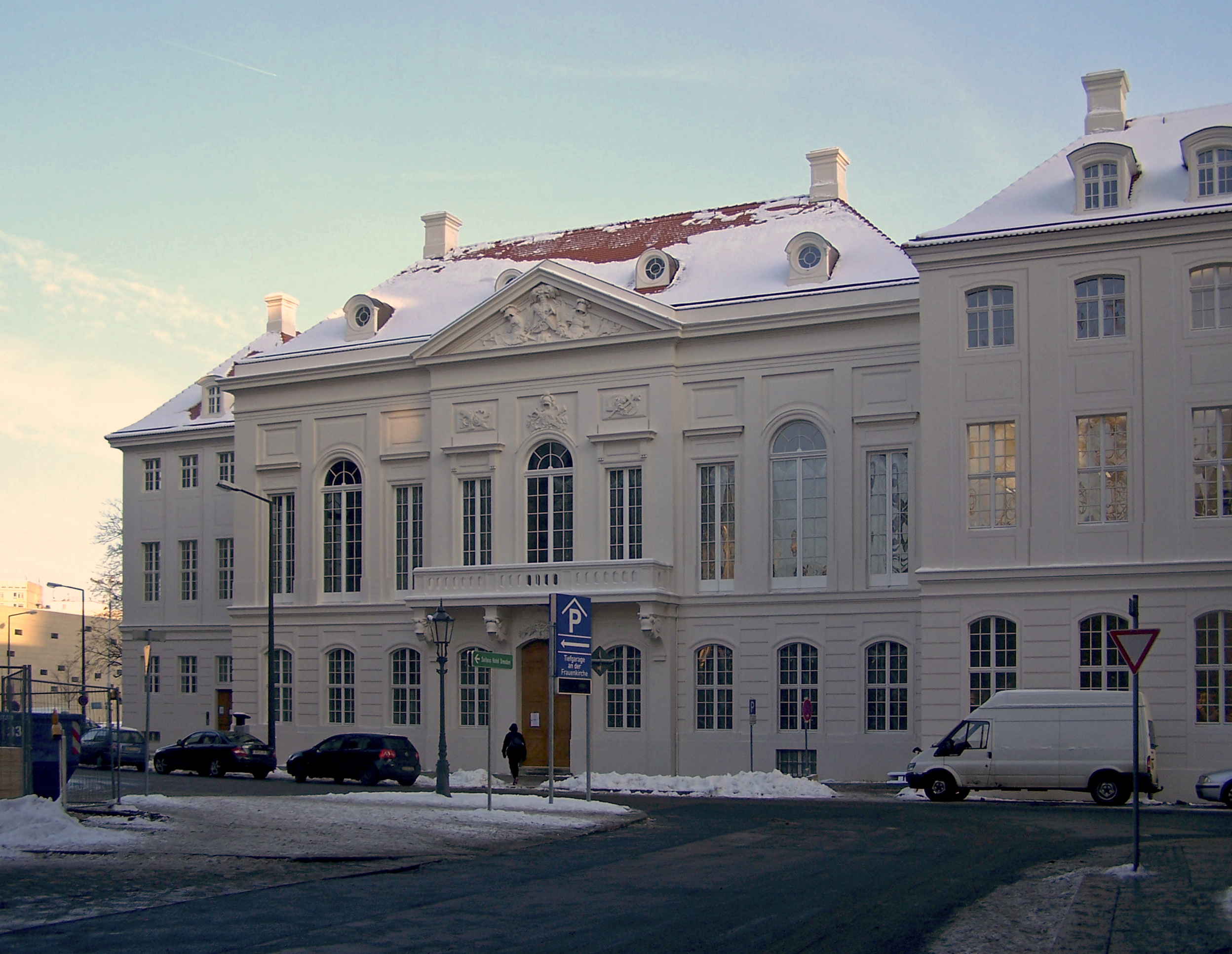
Gouvernementshaus (späteres Kurländer Palais) in Dresden
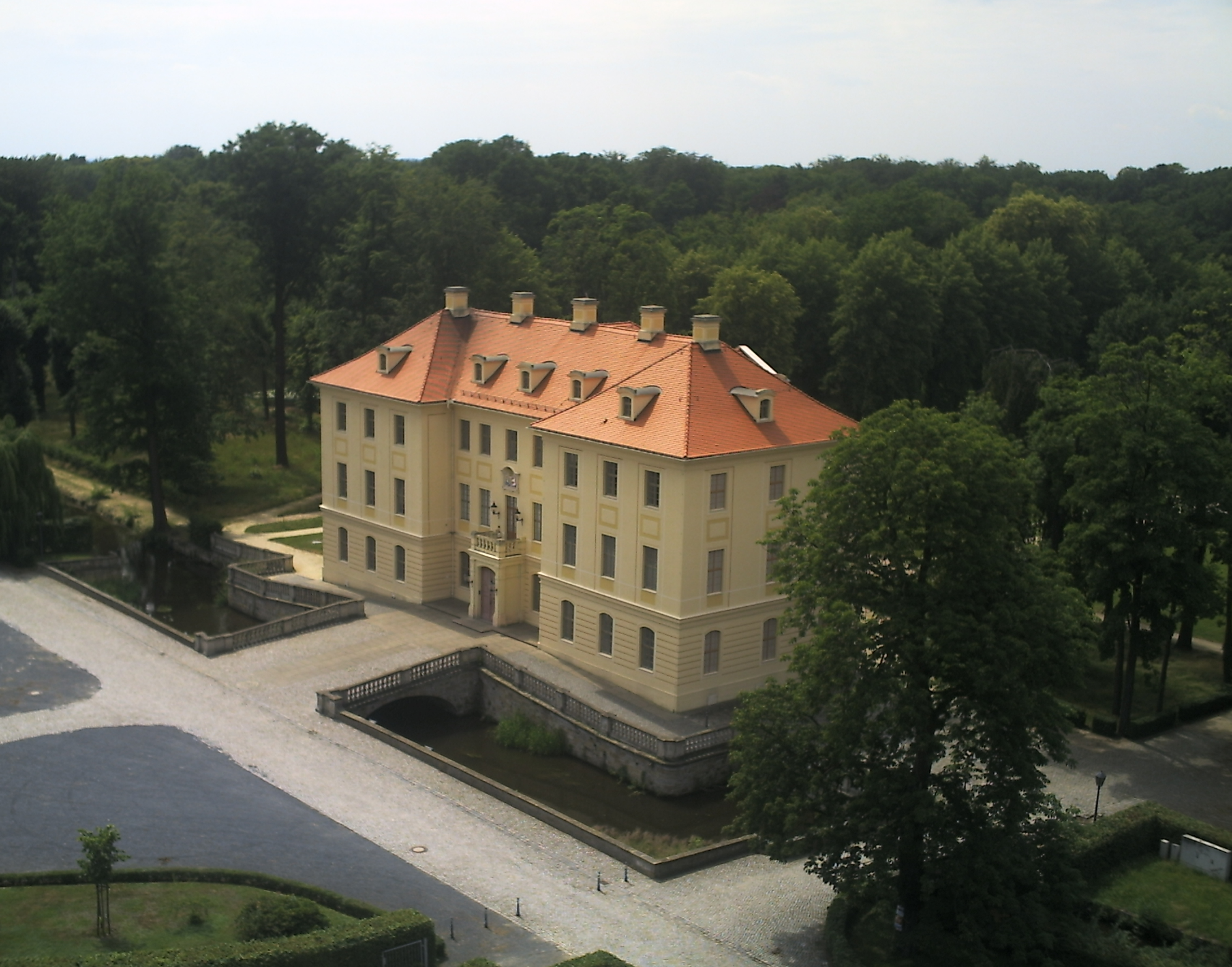
Barockschloss Zabeltitz
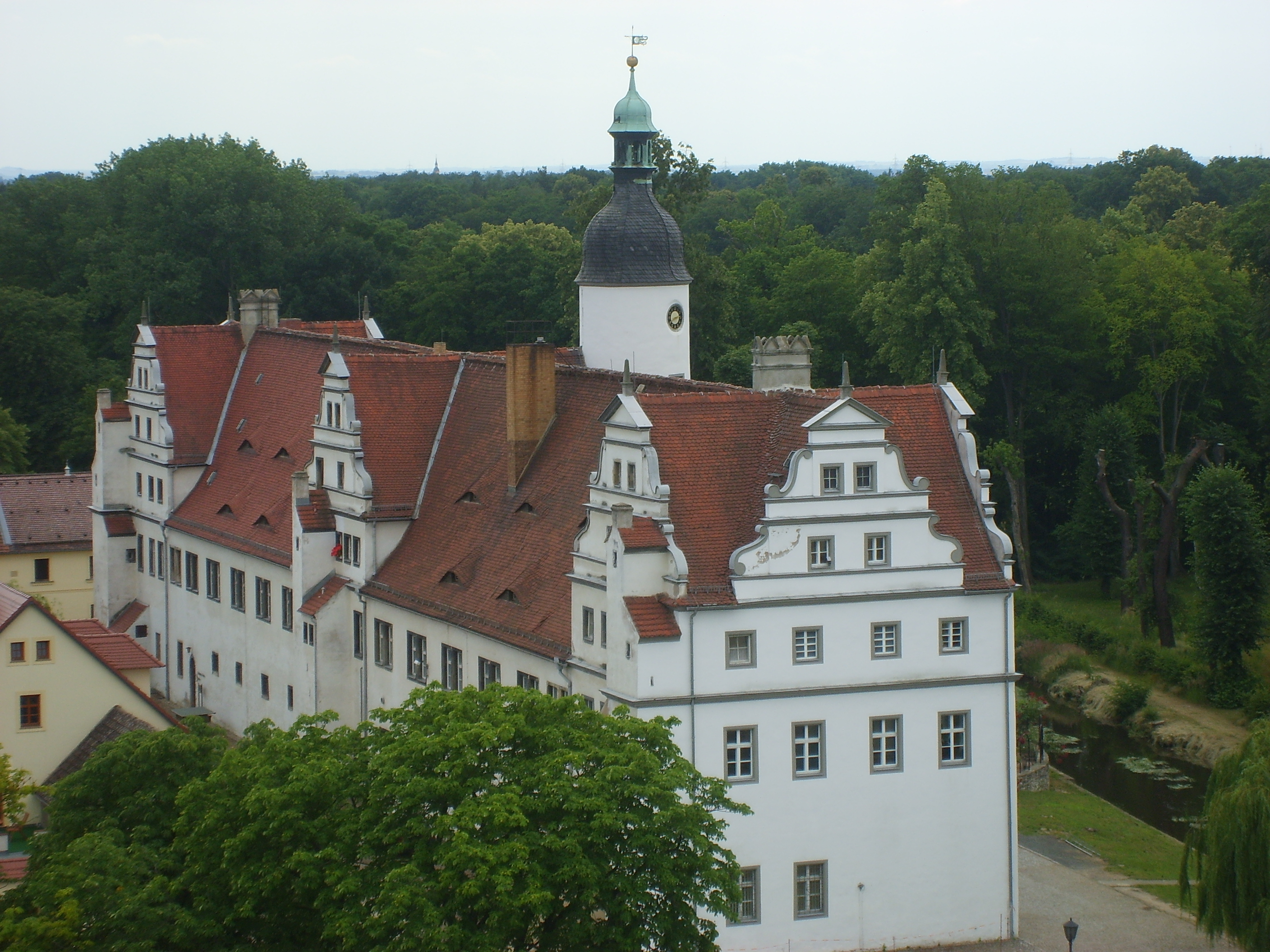
Altes Schloss in Zabeltitz
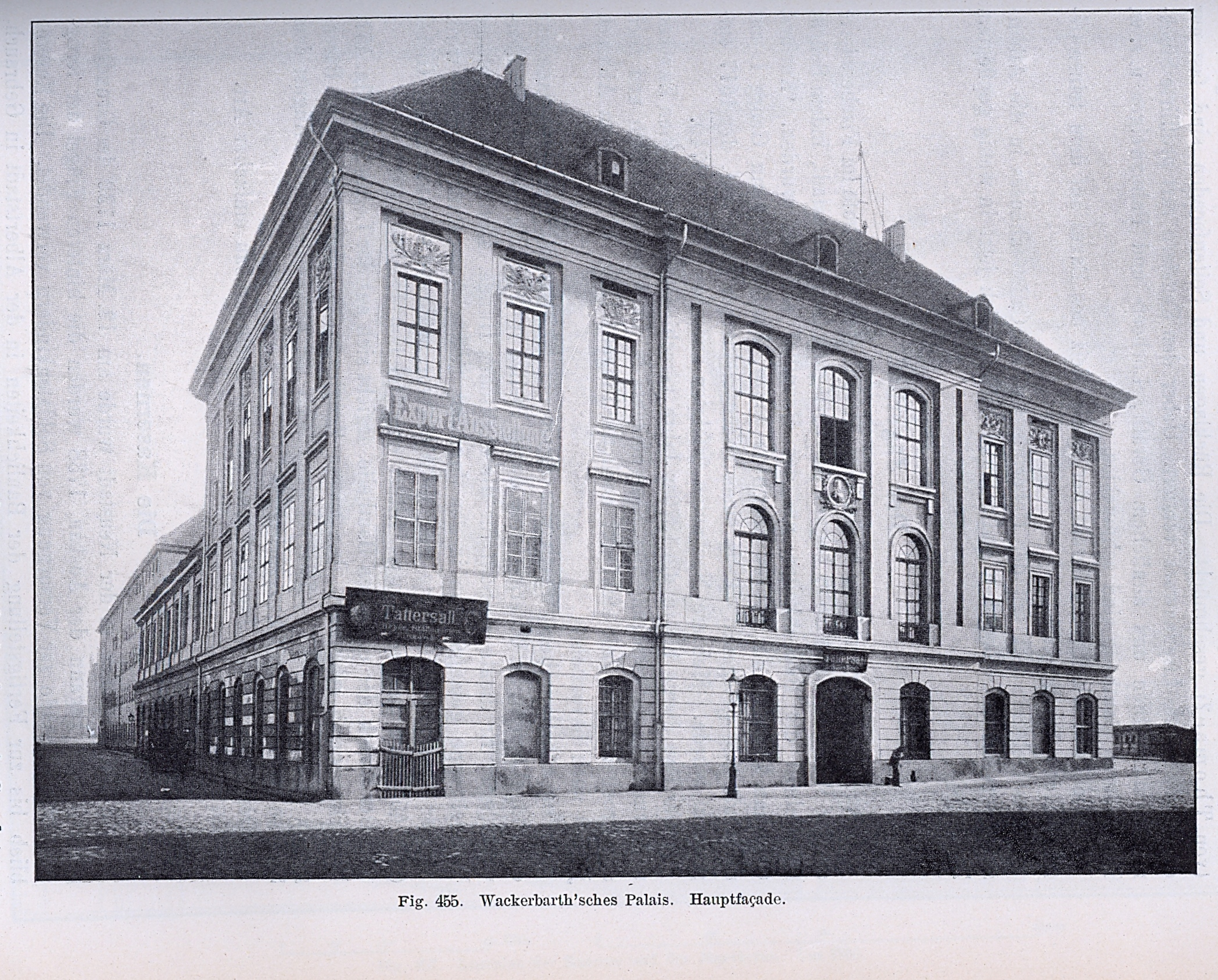
Palais Wackerbarth in Dresden
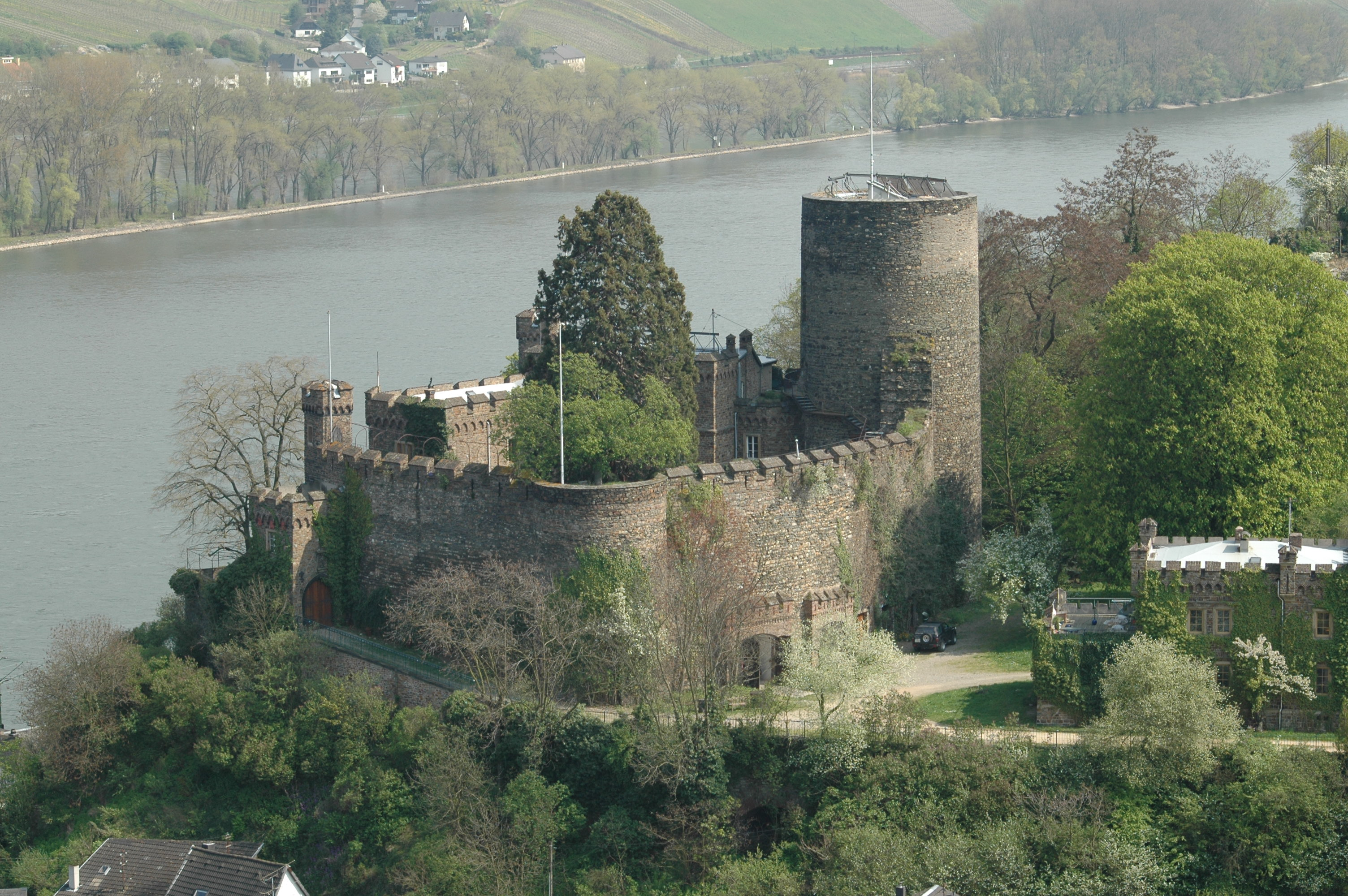
Heimburg in Niederheimbach am Rhein
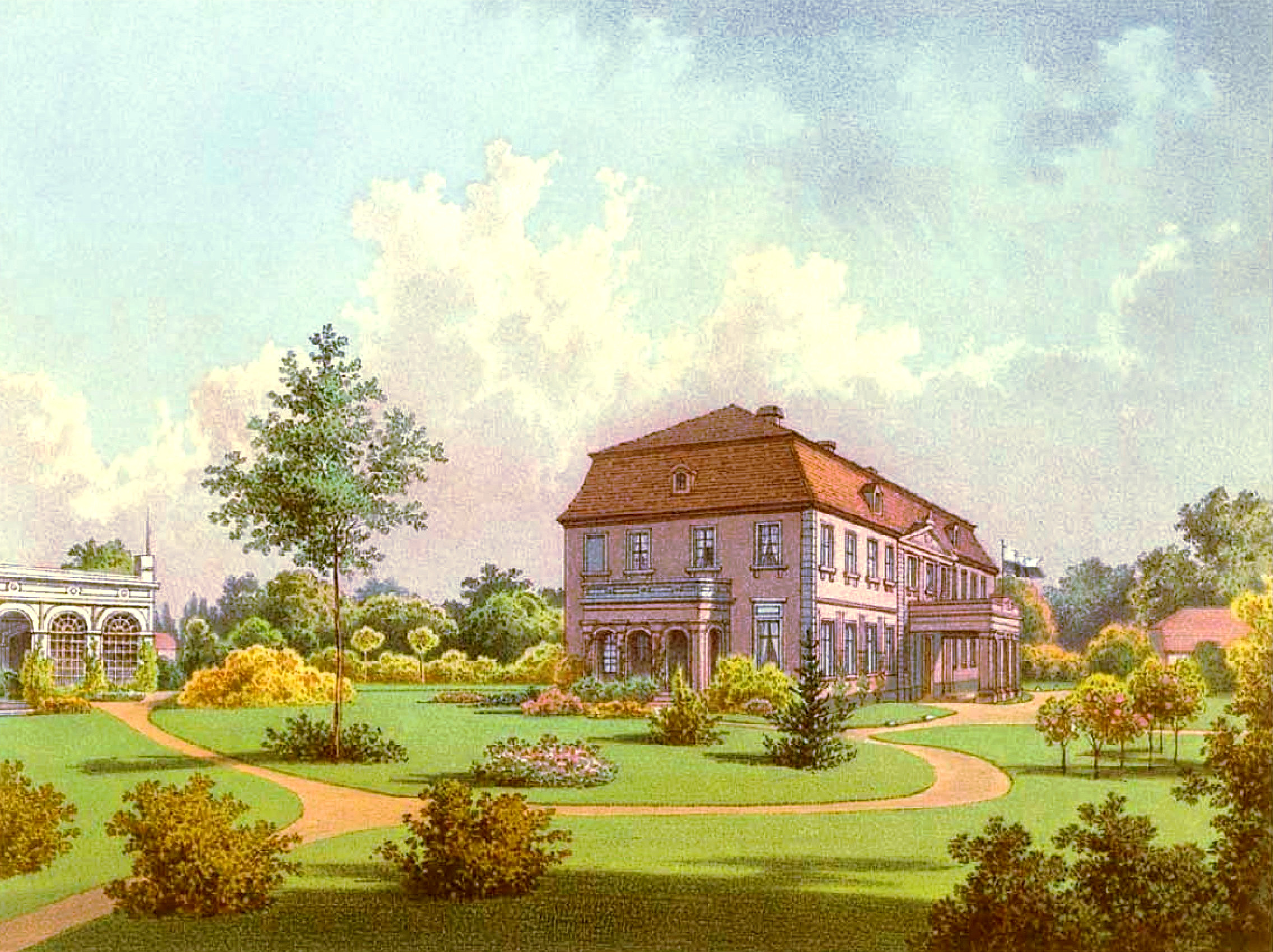
Schloss Briesen (Spreewald)
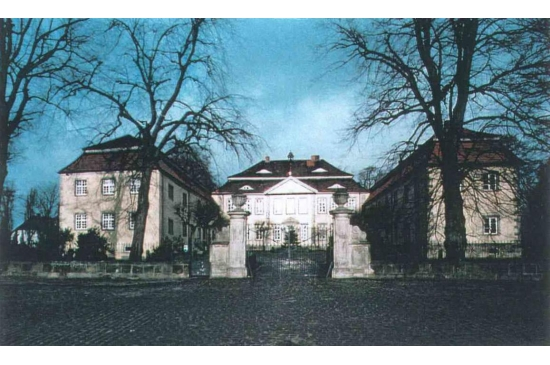
Schloss Rethmar

## Literatur

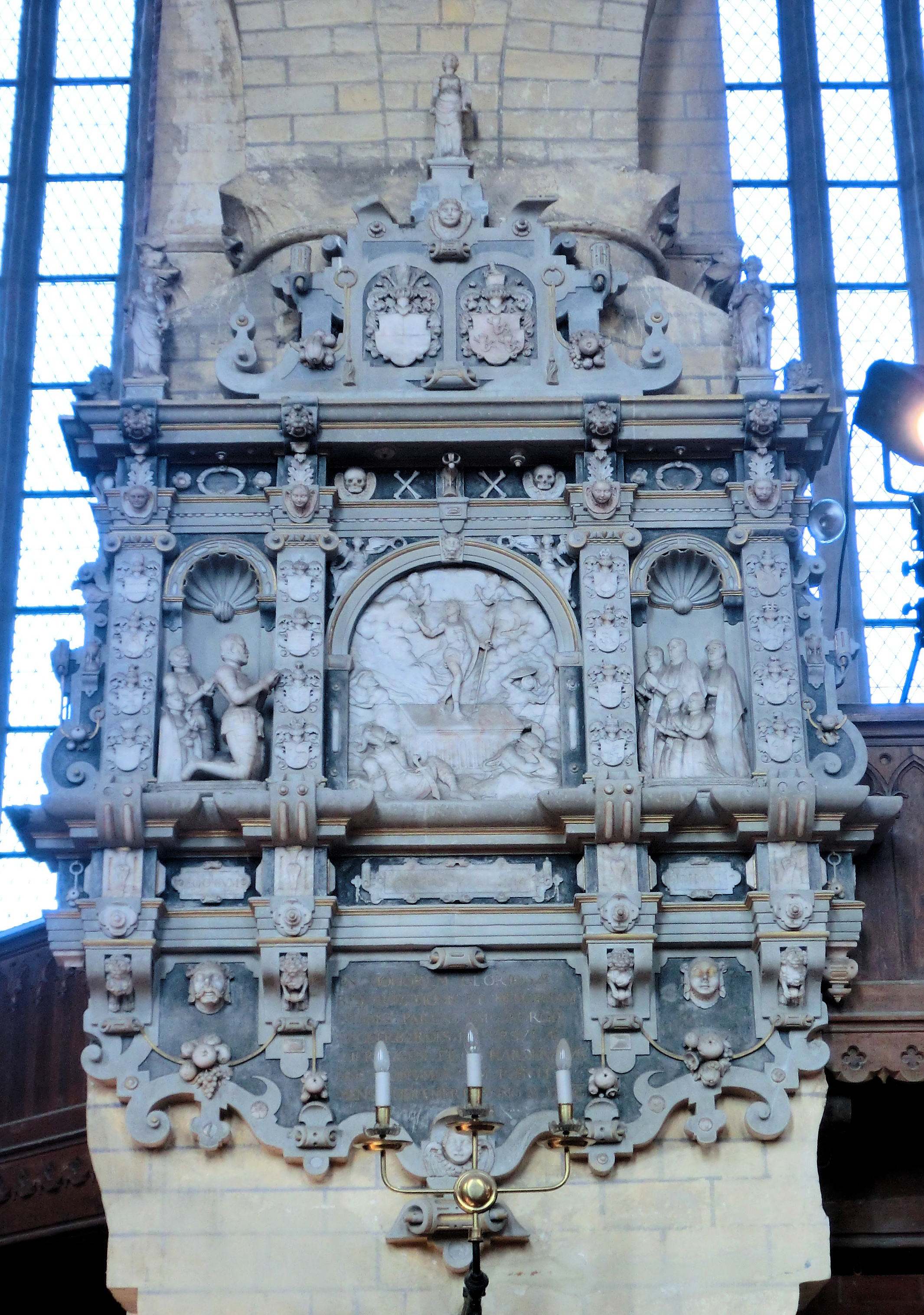
Epitaph, Stiftskirche Bützow, „welches Hardenack Wackerbart dem Gedächtniss seines Vaters Jürgen Wackerbarth und seiner Mutter Ursula Viereggen im Jahre 1590 setzen liess“

### Genealogie
- Stammtafeln der Familie von Wackerbarth, Familienarchiv, Frhrl. v. Wackerbarth’sche Verwaltung, Rethmar.
- Ernst Heinrich Kneschke: Neues allgemeines Deutsches Adels-Lexikon, Band IX, Friedrich Voigt, Leipzig 1870, S. 429. Reprint Georg Olms Verlag, Hildesheim 1996. (Digitalisat).
- Constantin von Wurzbach: Wackerbarth, die Grafen von, Genealogie. In: Biographisches Lexikon des Kaiserthums Oesterreich. 52. Theil. Kaiserlich-königliche Hof- und Staatsdruckerei, Wien 1885, S. 49 f. (Digitalisat).
- Hans Friedrich von Ehrenkrook, Friedrich Wilhelm Euler, Jürgen von Flotow: Genealogisches Handbuch der Adeligen Häuser, B (Briefadel), Band IV, Band 20 der Gesamtreihe  GHdA, C. A. Starke, Limburg an der Lahn 1959, S. 551–552. ISSN 0435-2408.
- Genealogisches Handbuch des Adels, Adelslexikon, Band XV, Band 134 der Gesamtreihe GHdA, C. A. Starke, Limburg an der Lahn 2004, S. 336–337.

### Sekundärliteratur
- Friedrich Bertheau: Arbeiten zum Zehntenlehn-Register im Archiv des Heimatbundes und Geschichtsvereins Herzogtum Lauenburg e. V. (vor 1919).
- (Zu Wittenburg) O. Vitense, „Geschichte von Mecklenburg“, S. 58 ff. sowie
- Fritz Haeger, „Die deutschen Ortsnamen Mecklenburgs seit Beginn der Kolonisation“, Wismar 1935.
- Wilhelm Biereye, „Über die Personen im Ratzeburger Zehntenlehn-Register von 1230“, in: Mecklenburg-Strelitzer Geschichtsblätter, 9. Jahrgang, 1933.
- Wolfgang Prange, „Siedlungsgeschichte des Landes Lauenburg im Mittelalter“, Neumünster 1960, S. 84, 259.
- Christopher Frhr. von Warnstedt, „Einiges über die von Wackerbarth“, in: Lauenburgische Heimat, Zeitschrift des Heimatbundes und Geschichtsvereins Herzogtum Lauenburg e. V., Heft 67 (1969), S. 11–30.
- (Zum Oldenburger Wall) Hansjörg Zimmermann, „Kontinuität und Tradition, Die Bedeutung der drei slawischen Dörfer in der Dotationsurkunde für das Bistum Ratzeburg“, in: Lauenburgische Heimat (s. o.), Heft 78 (1973), S. 1–22 m. w. H.
- (Zu Conradus Wackerbart, Lokator von Mölln) Hans-Georg Kaack in: Lauenburgische Heimat (s. o.), Heft 120 (1988), S. 7; Heft 129 (1991), S. 3 ff.